# Свидетели Путина
«Свидетели Путина» — документальный фильм о начале правления Владимира Путина.
Интернет-премьера фильма состоялась 12 декабря 2018 года в кинотеатре Artdoc.Media.

## Сюжет
Фильм состоит из уникальных архивных съёмок Виталия Манского, которые были сделаны им в период прихода к власти Владимира Путина.

## Фестивали и награды
- 2018 — «Международный кинофестиваль в Карловых Варах» — Лучший документальный фильм (длиннее 60 минут)
- 2018 — «Артдокфест» — Вне конкурса[4]